# Rose de Freitas
Rosilda de Freitas (Caratinga, 23 de janeiro de 1949), é uma jornalista, radialista, professora, produtora rural e política brasileira, filiada ao Movimento Democrático Brasileiro (MDB). Foi assessora da presidência durante o governo FHC, diretora administrativa e financeira da Embratur, deputada estadual, deputada federal e foi senadora pelo Espírito Santo.

## Biografia
Filiada ao antigo MDB, partido de oposição ao regime militar, participou ativamente dos movimentos populares no final da década de 1970, tendo integrado a Comissão de Anistia e a Comissão Feminina em Favor dos Direitos Humanos. Em 1982, elegeu-se deputada estadual pelo Espírito Santo e, em 1986, tornou-se deputada federal, sendo uma constituinte de 1988. Foi reeleita em 1990 já pelo PSDB.
Em 1994, disputou o governo capixaba, obtendo o 4º lugar. Tenta retornar a Câmara dos Deputados em 1998, mas obtêm a suplência. Assume eventualmente o mandato entre 2001 e 2002. Retorna ao PMDB, como deputada federal e se reelege em 2006 e 2010. Em 2011, torna-se a primeira mulher a ocupar um cargo titular na mesa diretora da Câmara dos Deputados como 1ª vice-presidente.
Em 2014, torna-se a primeira mulher a se eleger para o Senado Federal pelo Espírito Santo, com 46% dos votos (776.978), derrotando os ex-prefeitos de Vila Velha, Neucimar Fraga, que conseguiu 31% e de Vitória, João Coser, que obteve 20%. Rose venceu os adversários em 69 dos 78 municípios capixabas.
Desde 2015, representa o Espírito Santo no Senado. No mesmo ano, foi eleita a primeira mulher presidente da Comissão Mista de Orçamento do Congresso Nacional. Em 2016, com a posse de Michel Temer após o impeachment de Dilma Rousseff, se tornou líder do Governo no Congresso Nacional. Em abril de 2018, ela deixou o MDB e se filiou ao partido Podemos (PODE).
Foi candidata ao executivo capixaba nas eleições de 2018. Recebeu 105 mil votos (5,4% dos votos válidos) e terminou a disputa na quarta colocação. 
Em 2019, foi eleita procuradora da Procuradoria Especial da Mulher do Senado Federal. 
Rose de Freitas foi casada com Hugo Borges Júnior, com quem teve dois filhos. Publicou as obras Submundo: o povo e a Constituinte, Ídolo de barro e Deus criou o homem, a mulher e surgiram os problemas.
Em junho de 2019, votou contra o Decreto das Armas do governo, que flexibilizava porte e posse para o cidadão.
Em novembro de 2019, licenciou-se do mandato de senadora por quatro meses para tratamento médico. Nesse período, assumiu o exercício do mandato o primeiro suplente Luiz Pastore (MDB). 
Em setembro de 2020, depois de apresentar uma proposta de emenda à Constituição (PEC), que permite a reeleição de presidentes da Câmara e do Senado, o partido Podemos anunciou a decisão de abrir um processo de expulsão sobre a Senadora, entendendo que a alteração é casuística e atenta contra a alternância de poder. Apesar disso, na tarde do dia 9 de setembro do mesmo ano, anunciou sua desfiliação do partido acusando-o de autoritarismo. Em janeiro de 2021, a senadora oficializa sua filiação ao MDB.
Em 2022, não foi reeleita senadora pelo Espírito Santo, ficando na segunda colocação, com 747.104 votos, ou 38,17%.